# Pedicuro

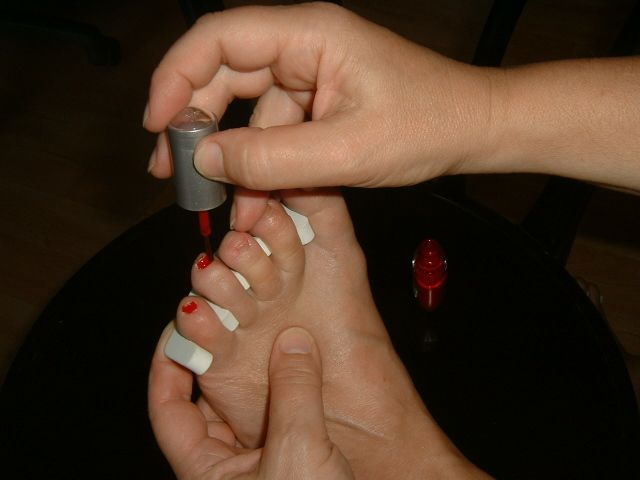
Pedicure em trabalho.

O pedicuro (no feminino, pedicura; sendo comum o uso da forma que imita a grafia francesa pédicure, "pedicure")  é um profissional que trata pés e unhas dos artelhos de seus clientes.